# جیسون نیوستد
جیسون کورتیس نیوستد (به انگلیسی: Jason Curtis Newsted) (زادهٔ ۴ مارس ۱۹۶۳) نوازندهٔ گیتار بیس اهل آمریکا است که بیشتر به‌عنوان باسیست پیشین متالیکا شناخته شده‌است. او در پی مرگ کلیف برتون در سال ۱۹۸۶ به متالیکا پیوست و ۱۴ سال در آن گروه باقی‌ماند که باعث شده به عنوان یکی از پرسابقه‌ترین باسیست‌های متالیکا بعد از رابرت تروهیو شناخته شود. او در زمان جدایی‌اش از متالیکا دلیل این کار را مسائل خصوصی اعلام کرد و گفت در دوران عضویتش در متالیکا به‌خاطر موسیقی‌ای که به آن عشق می‌ورزید، دچار آسیب جسمانی از ناحیه گردن شده و وقت آن رسیده که از گروه دور باشد. نیوستد پس از جدایی از متالیکا به پروژهٔ موسیقی شخصی‌اش به‌نام اِکوبرین پرداخت، با آزی آزبورن همکاری کرد و به گروه هوی متال کانادایی ویواد پیوست. او در سال ۲۰۰۹ به‌همراه دیگر اعضای متالیکا به تالار مشاهیر راک اند رول راه یافتند. قابل ذکر است که آخرین فعالیت موسیقایی نیسوتد در گروه هوی متال آمریکایی نیوستد بوده‌است.

## زندگی‌نامه

### اوایل زندگی
نیسوتد در خانواده‌ای اهل موسیقی به دنیا آمد، که مادرش مشغول تدریس پیانو و برادرش به نواختن ترومپت مشغول بود. از همان ابتدا جیسون تحت تأثیر آلبوم‌های موسیقی سبک راک برادر بزرگش قرار گرفت و در ۹ سالگی شروع به نواختن گیتار نمود و در ۱۴ سالگی گیتار بیس را به عنوان ساز مورد علاقه اش انتخاب کرد.

### Flotsam and Jetsam

عکسی از گروه Flotsam And Jetsam با حضور جیسون نیوستد در سال ۱۹۸۶

بخش مهمی از دوران حرفه‌ای موسیقایی نیوستد با ورود به گروه Flotsam and Jetsam و شرکت در ساخت و نوشتن اشعار آلبوم Doomsday for the Deceiver شکل گرفت.

### ورود به متالیکا
جیسون نیوستد بعد از مرگ کلیف برتون و به پیشنهاد برایان اسلاگل مدیر کمپانی متال بلید رکوردز که از دوستان نزدیک لارس اولریش به‌شمار می‌رفت در جلسه تست برای انتخاب بیسیست جدید متالیکا شرکت کرد. گروه در آن روزها برای ادامه تورش در ژاپن در حال استخدام بیسیست جدید بود و لارس به دوستانش در شرکت‌های موسیقی مختلف گفته بود که آدمهای با استعداد را به او معرفی کنند. برایان اسلاگل هم که کمپانی اش لیبل رسمی گروه پیشین جیسون Flotsam And Jetsam بود او را معرفی کرد.
اعضای گروه از بین ۳۹ نفر متقاضی این پست آن طور که جیمز هتفیلد گفته‌است تصمیم داشته‌اند تا لس کلایپول بیسیست Primus و از دوستان نزدیک کرک همت را انتخاب کنند اما در آخرین لحظات جیسون وارد اتاق می‌شود و همه چیز تغییر می‌کند. روز بعد آن‌ها جیسون را دعوت کردند تا ناهار را به همراه اعضای گروه در رستوران Tommy’s Joynt سان فراسیسکو بخورد. لحظاتی بعد او بیسیست متالیکا شده بود.
اولین اجرای جیسون با متالیکا در کلوب کانتری واقع در روزدا کالیفرنیا برگزار شد و بعد از آن وی کم‌کم نقش خود در گروه را تثبیت کرد. انرژی بی پایان در اجراهای زنده، ارتباط صمیمی و تنگاتنگش با هواداران و روابط عمومی خوب وی در گفتگو با رسانه‌ها باعث شد که همه دیگر فراموش کنند که وی جایگزین کلیف برتون افسانه‌ای شده‌است. نکته‌ای که ولی اعضای گروه انگار هیچوقت نمی‌خواستند فراموش‌اش کنند. اولین اثر مشترک نیسوتد و متالیکا آلبوم چند آهنگه The $5.98 E.P. : Garage Days Re-Revisited بود.

#### همکاری در نوشتن آثار متالیکا
نیسوتد در دوران همکاری خود با متالیکا، فقط در نوشتن سه اثر شرکت داشته‌است، که خود شاید یکی از دلایل جدایی او از گروه باشد.
"Blackened" (...And Justice for All) (James Hetfield, Jason Newsted, Lars Ulrich)
"My Friend of Misery" (Metallica) (Hetfield, Newsted, Ulrich)
"Where the Wild Things Are" (ReLoad) (Hetfield, Newsted, Ulrich)

### جدایی از متالیکا[۶]
بعد از انتشار آلبوم اس اند ام جیسون کم‌کم زمزمه‌هایی برای انتشار یک آلبوم مستقل از متالیکا و در قالب یک پروژه جانبی را رسانه‌ای کرد. در واقع همکاری مستقل او با گروه سپولترا در ضبط آلبوم Against و با گروه آنکل در ضبط آلبوم Psyence Fiction در سال ۱۹۹۸او را مصمم کرده بود که ایده‌های موسیقایی خود را در قالبی جدید و مستقل از گروه منتشر کند؛ ولی این پروژه مستقل مخالفانی نیز داشت که در راس آن‌ها جیمز هتفیلد ایستاده بود. جیسون همه ایده‌هایش را در قالب یک آلبوم دمو آماده کرده بود و دیگر اعضای گروه نیز آن‌ها را شنیده بودند. حتی هر سه عضو دیگر گروه نیز لب به تحسین آثار جیسون گشودند. در گفتگو با مجله پلی بوی کرک آن‌ها را فوق‌العاده، لارس خیلی خوب و جیمز قابل احترام توصیف کرده بود. حتی کلیف برنستاین و دیگر مدیران کمپانی Q Prime که مدیریت برنامه‌های متالیکا را برعهده دارد نیز از انتشار این آلبوم حمایت کرده و قول همکاری به وی داده بودند. اما باز هم جیمز هتفیلد مانع این همکاری شده بود. او از اعضای Q Prime خواسته بود که همکاری با جیسون را هرچه سریعتر پایان دهند. بعد از این مسئله Q Prime پا پس می‌کشد. هم‌زمان گروه در روز ۲۷ سپتامبر ۲۰۰۰ و در سالگرد درگذشت کلیف برتون کار فیلمبرداری مستند جدیدی را به همراه بروس سینوفسکی و جو برلینگر آغاز می‌کند. مستندی که به پیشنهاد کمپانی الکترا رکوردز برای پوشش دادن ضبط آلبوم جدید قرار بود تولید شود. در روز فیلمبرداری جیسون با کپی‌هایی از آلبوم مستقل خود با نام Echobrain به سر صحنه در هتل ریتز کارلتون سان فراسیسکو می‌رود. همان شب جیسون خبر ترک گروه را به کرک می‌دهد و یک هفته بعد لارس نیز از موضوع با خبر می‌شود. اما هیچ‌کدام موضوع را جدی نمی‌گیرند. هم‌زمان مدیران Q Prime بعد از بالا گرفتن اختلافات در بین اعضای گروه تصمیم می‌گیرند که از فیل تاول که یک روانشناس بود کمک بگیرند تا چالش عاطفی به وجود آمده در بزرگترین گروه متال تاریخ را مدیریت کنند.
تاول چند ماه قبل از آن و بعد از تجربه موفق کار با مربیان و بازیکنان تیم فوتبال آمریکایی تنسی تایتانز در گفتگویی با مجله ای‌اس‌پی‌ان خودش را یک «راهنما برای بهبود عملکرد» در یک مجموعه معرفی می‌کند و معتقد است که مهارت او در این است که در مجموعه‌های با چندین طرز تفکر مختلف و متضاد می‌تواند چنان همگرایی ایجاد کند که آن مجموعه با یک طرز تفکر مؤثر، دوباره در مسیر موفقیت قرار بگیرد. موضوعی که مدیران Q Prime نیز امیدوار بودند او در متالیکا ایجاد کند تا گروه دچار لغزش نشود.
اما بحران به وجود آمده در ژانویه ۲۰۰۱ به اوج خود رسید. روز شانزدهم ژانویه اعضای گروه در هتل ریتز کارلتون دوباره دور هم جمع می‌شوند. در این جلسه فیل تاول نیز حضور می‌یابد. موضوعی که باعث رنجش جیسون نیوستد می‌شود. در واقع جیسون از آن ابتدا با حضور تاول برای حل مشکلات پیش آمده مخالف بود و معتقد بود که اعضای گروه خودشان باید مشکلات خودشان را حل کنند.
جیسون در آن جلسه اعتراضش را به حضور تاول در مقابل بقیه علنی می‌کند. اعضای گروه بعد از آن یک ساعت تمام بحث عاطفی سختی را با یکدیگر انجام می‌دهند. تلاشها برای منصرف کردن جیسون نتیجه نمی‌دهد و مدیران گروه برای نهایی کردن جدایی وارد اتاق می‌شوند. روز بعد وبسایت رسمی متالیکا رسماً خبر جدایی جیسون نیوستد را از گروه منتشر کرد. دلیل جدایی «دلایل خصوصی و شخصی و آسیب‌های جسمانی در طول کار موسیقی» عنوان شد و پیام‌های تشکر و محبت‌آمیز منتشر شده از طرف سه عضو گروه باعث شد تا همه چیز این جدایی، دوستانه و صلح‌آمیز جلوه داده شود.

### آزی آزبورن
در سال ۲۰۰۲، نیسوتد به گروه ترش متال کانادیی Voivod پیوست. در فستیوال آزفست سال ۲۰۰۳ زمانی که گروه Voivod و آزی آزبورن در فستیوال حضور داشتند و از آنجا که رابرت تروهیو بایسیست آزبورن از گروه جدا شده بود، نیوستد به گروه آزی آزبورن پیوست. این همکاری با پایان یافتن تور آزبورن در اواخر سال ۲۰۰۳ پایان یافت و جیسون به گروه Voivod بازگشت.

## دیسکوگرافی

### Echobrain
Echobrain (2002)
Strange Enjoyment (2002) (EP)
Glean (2004) (تهیه‌کننده آلبوم)

### Flotsam and Jetsam
Doomsday for the Deceiver (1986)
No Place for Disgrace (1988)
Ugly Noise (2012)

### Gov't Mule
The Deep End, Volume 2 (2002)

### IR8/Sexoturica
IR8 vs. Sexoturica (2002)

### Metallica
The $5.98 E.P. : Garage Days Re-Revisited (EP) (۱۹۸۷)
...And Justice for All (1988)
Metallica (1991)
Live Shit: Binge and Purge (1993)
Load (1996)
ReLoad (1997)
Garage Inc. (1998)
S&M (1999)
"I Disappear" (2000)
Six Feet Down Under (2010)

### Moss Brothers
Electricitation (2001)

### Newsted
Metal (2013)
Heavy Metal Music (2013)

### Papa Wheelie
Unipsycho (2002)
Live Lycanthropy (2003)

### Rock Star Supernova
Rock Star Supernova (2006)

### Sepultura
Against (1998) (Hatred Aside)

### Unkle
Psyence Fiction (1998)

### Voivod
Voivod (2003)
Katorz (2006)
Infini (2009)

### WhoCares
Out of My Mind / Holy Water (2011)